# 颱風璨樹 (2021年)
颱風璨樹（英語：Typhoon Chanthu，國際編號：2114，聯合颱風警報中心：WP192021，菲律賓大氣地球物理和天文管理局：Kiko）是2021年太平洋颱風季第14個被命名的風暴。「燦都」一名由柬埔寨提供，指晚香玉，一種石蒜科花卉的名稱。

## 氣象歷史

在9月10日處巔峰狀態的颱風璨樹

一個熱帶擾動在楚克群島北北西方海域生成，美國海軍研究實驗室給予擾動編號94W，此時雖然海面溫度較高，但其他構成熱帶氣旋發展的條件較不佳，在9月4日下午，此天氣系統發展出明顯的低層環流中心，在9月6日凌晨2時增強為熱帶低氣壓，此系統朝西北移動，隨著低層環流中心附近的對流有顯著的發展，5個多小時後聯合颱風警報中心發出熱帶氣旋形成警報，在9月6日下午5時，聯合颱風警報中心將此系統升格為熱帶性低氣壓的同時，給予編號WP192021。9月7日上午2時，香港天文台將其升格為熱帶風暴。上午8時，此系統增強為熱帶風暴，日本氣象廳給予編號2114，命名為燦都。燦都在被命名後不久便開始快速增强，燦都在當日晚間8時增強為強烈熱帶風暴，並在3小時後增強為颱風。9月8日下午，聯合颱風警報中心將其升格為超級颱風。燦都在48小時內從熱帶低氣壓增強到此強度，是氣象史上第6個達成這項紀錄的熱帶氣旋。由於強烈熱帶風暴康森在南海緩慢移動，兩者有機會產生藤原效應，導致路徑預報出現較大分歧，歐洲中期天氣預報中心預測燦都會移向臺灣南部近海，但美國的「全球預報系統」則預測燦都會直撲珠江口一帶。燦都於9月9日達到猛烈的程度，9月10日太平洋高氣壓勢力退縮，使得璨樹在接近呂宋島東方近海時轉向西北，轉向西北的時候再度顯著的增強，當日晚間達到巔峰，日本氣象廳評定之十分鐘平均風速達115節，聯合颱風警報中心評定之一分鐘平均風速達155節，在9月11日上午5時30分璨樹的中心通過巴布延群島的陸地。之後強度開始減弱，沿著臺灣東部近海向北移動，並降至猛烈程度以下的強度；在9月13日晚間，璨樹逐漸失去導引氣流，困在太平洋高壓與西伯利亞高壓之間，開始在上海東方附近海域滯留，並持續數日；在9月14日上午開始逐漸失去對流，先在當日下午2時減弱為強烈熱帶風暴，再於6小時後減弱為熱帶風暴，在9月15日上午對流重新發展，到下午的時候強度開始小幅回升，同時北方的西伯利亞高壓減弱，使得西風帶的導引氣流能導引璨樹向東朝日本本土移動，隔日上午9時重回強烈熱帶風暴強度，在9月17日璨樹於下午6時56分在福岡縣福津市登陸九州島，成為有紀錄以來首個以熱帶風暴以上強度登陸該縣的熱帶氣旋；登陸後受地形的影響，強度開始減弱，當日晚間8時減弱為熱帶風暴；璨樹於9月18日凌晨0時22分在愛媛縣松山市登陸四國島，之後在上午6時24分和歌山縣有田市登陸本州島，之後在本州島南邊回到太平洋，並逐漸失去熱帶系統特徵，在當日下午2時完成轉化為溫帶氣旋；轉化後結構並沒有維持太久，在轉化後的兩天就消散於日本關東地方南方海域。

## 影響

### 菲律賓
當地發出之最高風暴信號：四號風暴信號
隨者颱風的接近，菲律賓大氣地球物理和天文服務管理局陸續對各地發出風暴信號，在9月10日下午該局對巴布延群島東北部的巴布延島發出了四號風暴信號，是此次發布之最高的風暴信號，璨樹侵襲之前，康森已在菲律賓造成15人罹難，颱風在9月11日清晨登陸巴布延群岛，強風可使人們跌倒，當地居民錄下了狂風暴雨的畫面，路樹被強風輕易的吹倒，鐵皮的屋頂被強風吹掀，沿海地區發生海水倒灌，在呂宋島北部也有災情，數個基礎設施受到破壞。

### 臺灣
- 當地評定之巔峰強度分級：（CWA）
- 當地評定之最高持續風速：58每秒（113節；210每小時）（十分鐘）

當地發布之颱風警報：海上陸上颱風警報

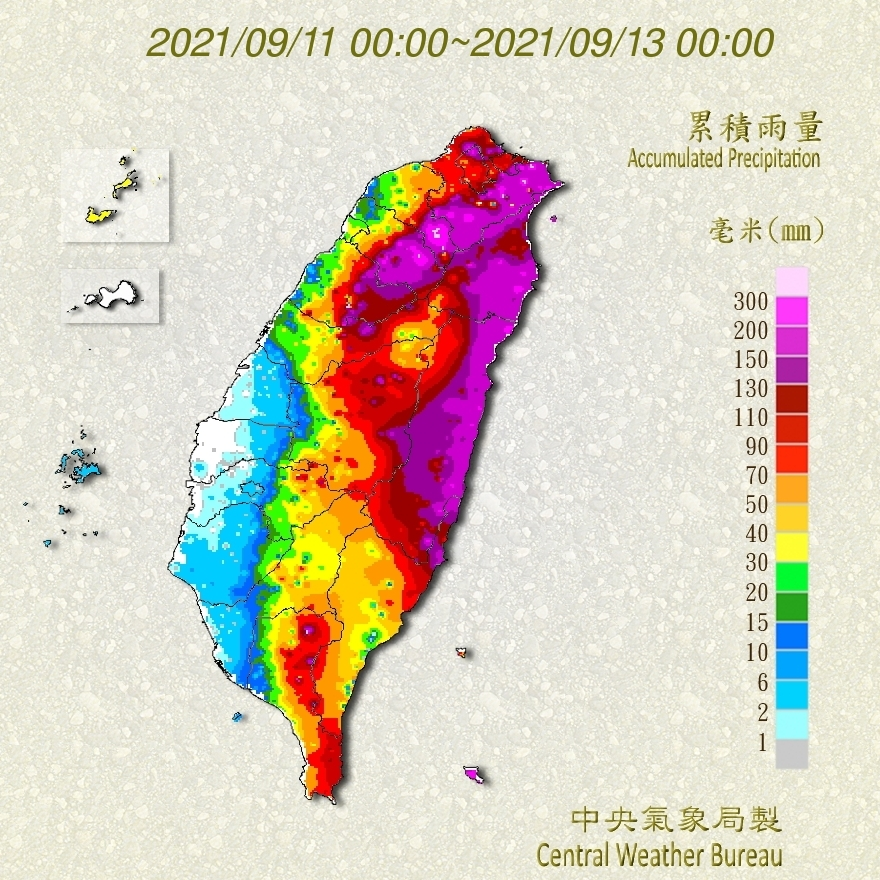
2021年9月11日和9月12日兩日臺灣累積雨量圖

颱風璨樹是繼2016年颱風莫蘭蒂以來對臺灣威脅最大的颱風，交通部中央氣象局發布海上陸上颱風警報，發布之後，中央災害應變中心以一級開設，颱風在蘭嶼吹起十七級強陣風，導致住戶的鐵皮被吹掀，在南投縣的埔里酒廠旁，一棵存在超過一百年的樟樹被強風吹倒，全臺灣共有80,194戶停電。

### 香港
雖然「燦都」逐漸移向臺灣一帶，但香港卻受其下沉氣流影響。香港在9月10日當日下午天氣酷熱，天文台當日下午錄得33.7度，上水更錄得38.1度，是該站自2004年有記錄以來最高。流浮山、石崗及濕地公園亦超過35度。9月12日繼續受其下沉氣流影響，多區最高氣溫高達36度，上水再次錄得37度高溫。赤鱲角、西貢、沙田、大埔亦達36度左右，空氣質素健康指數亦欠佳，各區在下午全部錄得甚高水平，連塔門亦錄得「8」甚高水平。

### 澳門
地球物理暨氣象局在9月8日下午5時25分發佈特別信息︰熱帶氣旋「康森」將於週四(9日)下午至晚間進入本澳800公里範圍，大致趨向海南島一帶，本局屆時會發出熱帶氣旋信號。與其相關的雨帶將於週五(10日)後期起為本澳帶來驟雨。同時，位於西北太平洋的熱帶氣旋「燦都」已增強為超強颱風，週末大致移向巴士海峽至台灣附近，隨後路徑仍存在較大變數，請市民留意最新天氣消息。
地球物理暨氣象局於9月9日下午6時針對康森發出一號風球，當時燦都集結在澳門東南約1520公里，一號風球於當天晚間、9月10日清晨和日間維持，氣象局在官方網站主要顯示「康森」，但在「受熱帶氣旋影響可能發佈之警告」及「特別推送」中同時提及「燦都」，並指出超強颱風「燦都」在未來數日大致移向台灣附近。9月10日上午11時10分，氣象局表示強烈熱帶風暴「康森」過去一段時間穩定向西移動，將與澳門保持超過700公里距離，下週初大致移向越南。同時位於西北太平洋的超強颱風「燦都」已轉向西北移動，未來數日將大致移向台灣。由於「康森」及「燦都」對澳門造成直接影響的機會進一步減少，預料需要改發三號風球的機會不大。9月10日下午5時，由於「康森」及「燦都」對澳門造成直接影響的機會低，氣象局宣佈未來數小時將考慮取消所有熱帶氣旋警告信號。  9月10日晚上9時，氣象局取消所有對康森發出之熱帶氣旋警告信號，當時燦都位於澳門東南偏東約1030公里。 而「燦都」在9月11日下午2時最接近澳門，並在澳門東南偏東約830公里掠過。
受到「燦都」外圍下沉氣流影響，9月12日澳門各區最高氣溫錄得35度或以上，其中海事博物館、港澳碼頭、路環分站、東亞運站更分別錄得36.9、36.5、36.4及36.2度氣溫，氣象局一度發出橙色高溫提示。同時，由於受內陸氣流、風力小、下沉氣流造成空氣質量欠佳，氹仔一般性站錄得110不良水平。此外，受下沉氣流影響下，澳門午後因高溫而觸發雷雨，9月12日14時30分至15時30分澳門西北方有雨區發展移近而出現了幾陣雷雨。 而9月12日適逢2021年澳門立法會選舉日，當天投票率低迷，選委會主席唐曉峰稱是由於受到疫情、高溫和雷雨天氣影響。

### 中國大陸
中央氣象台發布之最高颱風預警信號： 颱風橙色預警信號
由於颱風可能會沿著華東沿海北上，對華東沿海構成威脅，福建省防汛办在9月9日要求福建的漁船返港避難，中央氣象台在9月10日下午6時發出藍色颱風預警信號，交通運輸部召開防颱風視訊會議以進行一系列的防災準備，9月11日，中央氣象台先在上午10時將颱風預警信號的等級提升至黃色，再於下午6時將此信號提升至橙色，由於中央氣象台預報颱風會滯留在上海附近數日，在上海市的學校也停課一天半，許多地區啟動了防颱一級應急響應，氣象專家表示無論颱風登陸與否都會在上海產生狂風暴雨，在上海的多間公園、植物園和動物園以及121家A级旅游景区關閉，上海机场和鐵路多個航班和列車停駛，崇明三岛航线停飛，上海部分軌道交通停駛。在浙江省，宁波市的學校停課兩天，宁波市有5.5萬人被撤離到避難所，當地機場有62個航班被取消。长江口和杭州湾附近的鐵路班次停駛，北京南站12趟始发列车也停駛。不過颱風沒有如預期地貼近華東沿海，未有重大災情。

### 日本
在日本的八重山群島，受颱風璨樹的危險半圓影響，受災較為劇烈，在與那國島產生強風能使低矮的建築物晃動，測站測得每秒45.4公尺的陣風；在石垣島的風力能使人無法站穩，測站測得每秒33.2公尺的陣風。之後璨樹在上海東方近海滯留後前往日本本土，在登陸前，璨樹前緣的鋒面系統已導致九州南部降下暴雨，宮崎縣宮崎市附近的測站時雨量達到100毫米，宮崎機場的測站測得72小時的累計雨量達600毫米。9月17日時整個西日本地區的天候相當惡劣，鐵道、航空等大眾運輸交通停駛，日本氣象廳對長崎、高知、宮崎及三重等多個縣發出四級避難指示，长崎县壹岐市的測站測得每秒34.5公尺的陣風，在高知县四萬十市的測站測得每小時69.5毫米的雨量，在該縣有一人因風暴而罹難。

### 韓國
璨樹在大韓海峽、對馬海峽的威力雖有所減弱，但卻仍對濟州島產生影響，島內颳起強風、降下暴雨，造成各地出現淹水等災情，濟州市龍潭洞某低窪地區的一棟1層樓建築因豪雨淹水；濟州市區某地下街、三陽洞某聯立式住宅、禾北洞某單獨住宅、道南洞某公寓大樓地下室等出現淹水。受到颱風影響，濟州國際機場17日上午有21個航班停飛，另外還有10多個航班延後起飛。包括濟州島、釜山市、全羅南道和慶尚南道部分地區也發佈颱風預警。

## 熱帶氣旋警告使用紀錄

### 菲律賓
| 菲律賓大氣地球物理和天文服務管理局 風暴信號 | 菲律賓大氣地球物理和天文服務管理局 風暴信號 | 菲律賓大氣地球物理和天文服務管理局 風暴信號 |
| ------------------------------------------- | ------------------------------------------- | ------------------------------------------- |
| 上一熱帶氣旋                                | 一號風暴信號                                | 下一熱帶氣旋                                |
| 颱風康森                                    | 一號風暴信號                                | 熱帶風暴狮子山                              |
| 颱風康森                                    | 二號風暴信號                                | 強烈熱帶風暴圓規                            |
| 颱風康森                                    | 三號風暴信號                                | 颱風雷伊                                    |
| 超強颱風天鵝                                | 四號風暴信號                                | 颱風雷伊                                    |

### 臺灣
| 交通部中央氣象局 颱風警報 | 交通部中央氣象局 颱風警報 | 交通部中央氣象局 颱風警報 |
| ------------------------- | ------------------------- | ------------------------- |
| 上一熱帶氣旋              | 海上颱風警報              | 下一熱帶氣旋              |
| 輕度颱風盧碧              | 海上颱風警報              | 輕度颱風圓規              |
| 輕度颱風彩雲              | 陸上颱風警報              | 強烈颱風軒嵐諾            |

### 中國大陸
| 国家气象中心 颱風預警信號 | 国家气象中心 颱風預警信號 | 国家气象中心 颱風預警信號 |
| ------------------------- | ------------------------- | ------------------------- |
| 上一熱帶氣旋              | 颱風藍色預警信號          | 下一熱帶氣旋              |
| 熱帶風暴盧碧              | 颱風藍色預警信號          | 熱帶風暴電母              |
| 強颱風烟花                | 颱風黃色預警信號          | 颱風圓規                  |
| 強颱風烟花                | 颱風橙色預警信號          | 颱風圓規                  |

## 外部連結
| 太平洋颱風季             |
| 主題頁 - 專題 - 編輯指南 |

- （日語）日本氣象廳首頁 （页面存档备份，存于）
- （英文）聯合颱風警報中心首頁 （页面存档备份，存于）
- （简体中文）中國國家氣象中心首頁 （页面存档备份，存于）
- （繁體中文）臺灣中央氣象局首頁 （页面存档备份，存于）
- （繁體中文）香港天文台首頁 （页面存档备份，存于）
- （繁體中文）澳門地球物理暨氣象局首頁 （页面存档备份，存于）
- （英文）菲律賓大氣地球物理和天文管理局 惡劣天氣公告 （页面存档备份，存于）
- （泰文）泰國氣象局首頁 （页面存档备份，存于）